# زاون اوهانیان
زاون اوهانیان (ارمنی: Զավեն Օհանյան؛ زاده ۱۹۲۵) آهنگساز، صدابردار و متخصص امور فنی ارمنی‌تبار اهل ایران است. وی بین سال‌های ۱۹۶۷ تا ۱۹۷۴ میلادی (۱۳۴۶–۱۳۵۳) فعالیت می‌کرد.

## زندگی‌نامه
وی در ۱۹۲۵ میلادی (۱۳۰۴ خورشیدی) در تهران به دنیا آمد.

## آثار

### فیلم‌شناسی
| سال  | نام فیلم                | سمت                              |
| ---- | ----------------------- | -------------------------------- |
| ۱۳۴۶ | آشیانه خورشید           | آهنگساز                          |
| ۱۳۴۹ | پابرهنه‌ها               | آهنگ‌ها و نوازنده                 |
| ۱۳۵۰ | کمربند زرین             | آهنگ‌ها                           |
| ۱۳۵۰ | مردافکن                 | صدا                              |
| ۱۳۵۰ | میعادگاه خشم            | افکت                             |
| ۱۳۵۰ | یک چمدان سکس            | سینکرون و امور فنی صدا           |
| ۱۳۵۱ | صمد و سامی، لیلا و لیلی | صدابردار                         |
| ۱۳۵۱ | آخرین نبرد              | صدابردار                         |
| ۱۳۵۱ | مرد اجاره‌ای             | صدابردار                         |
| ۱۳۵۱ | ساحره                   | صدابردار                         |
| ۱۳۵۱ | مرد                     | صدابردار                         |
| ۱۳۵۱ | صمد و فولاد زره دیو     | افکت                             |
| ۱۳۵۱ | صبح روز چهارم           | صدا و میکساژ                     |
| ۱۳۵۳ | زیر پوست شب             | سینکرون، صدابردار و امور فنی صدا |
| ۱۳۵۴ | صمد خوشبخت می‌شود        | صدا و هنرپیشه                    |

### ترانه‌شناسی
- دربسته - ویگن
- گل بوسه - ویگن و رامش
- پری دریا - ویگن
- راز دل - ویگن
- کبک وحشی - ویگن
- خوش به یادت - ویگن
- بوسه - ویگن
- کجایی - ویگن
- چاره ساز - ویگن
- بیگانه بیا - ویگن
- خانه غم - ویگن
- صبح آرزوها - ویگن
- ساحل و دریا - ویگن
- خنده گل - ویگن
- در بسته - ویگن
- بچه‌ها متشکریم - ویگن (فروردین ۱۳۴۴)
- خدا داده - ویگن
- بگذار و بگذر - عارف
- گلوبند فیروزه - عارف
- مرا بیاد آور - عارف
- نقش تو - عارف
- بهار دماوند - عارف
- یک شاخه گل - عارف
- وداع از تو - عارف
- رقص در مهتاب عارف
- چه آرزویی - عارف
- آیینه دل - عارف
- ماندم تنها - عارف
- فراموشم مکن - عارف
- تاری از گیسو - عارف
- گلایه - عارف
- گل قاصد - عارف
- سفر بخیر - گوگوش
- قهر نکن ناز نکن - گوگوش